# Thapaia plumula
Thapaia plumula är en insektsart som beskrevs av Song och Li 2009. Thapaia plumula ingår i släktet Thapaia och familjen dvärgstritar. Inga underarter finns listade i Catalogue of Life.